# Peugeot RCZ
O RCZ é um Coupê esportivo fabricado pela Peugeot. Ele esteve à venda desde maio de 2010 até 2015 e esteve disponível em quase 80 países. Foi inicialmente anunciado como o carro-conceito 308 RCZ em 2007 no Frankfurt show e foi oficialmente apresentado como RCZ no Salão do Automóvel de Frankfurt em 2009.
Equipado com motores 1.6 THP (Turbo High Pressure) de injeção direta de gasolina, um que produz 165 cv de potência e 24kgf de torque, outro que produz 200 cv de potência e 27,5kgf de torque e outro que produz 270 cv de potência e 33kgf de torque, o RCZ tem caixa de câmbio automática sequencial de seis velocidades e cambio Manual de 6 Marchas. A motorização foi desenvolvida em parceria com a BMW.
Motorizações de 200cv, 270cv e manual foram comercializados em vários países (exceto Brasil).

## História
O RCZ foi originalmente planejado como um carro conceito simples, mas que recebeu a aclamação da crítica, capturando a imaginação do público e profissionais. Peugeot decidiu lançar e começou a produção. As linhas e o estilo do carro permaneceram muito idênticas comparadas ao conceito original para não decepcionar opinião pública, no entanto uma série de mudanças foram feitas para o sistema central.